# Castro (kultura)

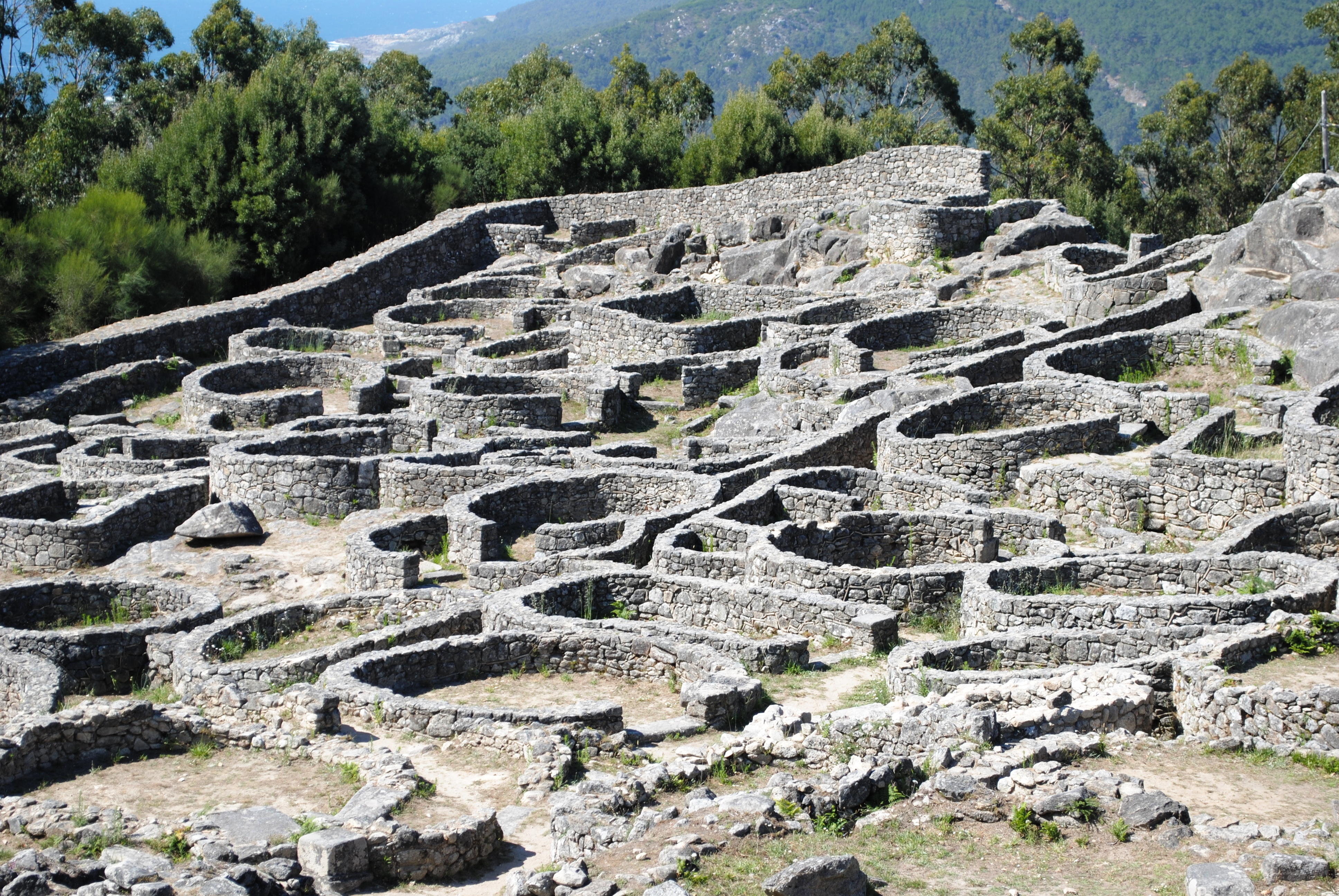
Typická kruhovitá a obdélná obydlí

Kultura Castro (portugalsky: cultura castreja, španělsky: cultura castreña) je archeologický termín označující hmotnou kulturu v severozápadních oblastech Pyrenejského poloostrova (dnešní severní Portugalsko, Galicie, Asturie a západní části Kastilie a Leónu) od konce doby bronzové (asi 9. století př. n. l.) až do doby, kdy byly včleněny do římské kultury (asi 1. století př. n. l.). Je to kultura spojená s keltskými populacemi Gallaiciů a Asturů.
Nejpozoruhodnějšími charakteristikami této kultury jsou její opevněná oppida a hradiště, známá místně jako castros (z latinského castrum, tedy „hrad“) a nedostatek viditelných pohřebních praktik (kromě několika míst, jako je Cividade de Terroso, kde se praktikovala kremace), a to navzdory častému ukládání prestižních předmětů a zboží, mečů a dalšího kovového bohatství do skalních výchozů, řek a jiných vodních prostředí po skončení atlantské doby bronzové. Tato kulturní oblast se rozprostírala na východ k řece Cares a na jih do údolí dolního toku řeky Douro.
Za jádrovou oblast bývá označováno údolí řeky Ave. K největším oppidům patří Cividade de Terroso, Cividade de Bagunte a Citânia de Briteiros, všechna na území Portugalska. V 1. století žilo na hradištích a v oppidech kultury Castro více než 700 000 lidí, rozdělených prý do 16 kmenů. Studium topononym a jmen na nápisech nedalo jasnou odpověď, zda lze hovořit o kultuře keltské. Část nápisů a názvů na keltské jazyky odkazuje, část je spíše lusitánská a část svědčí spíše pro jiný indoevropský jazyk. Také uctívaní bohové byli zčásti keltští a zčásti nekeltští. Nejvíce stop svědčí o uctívání keltského boha jménem Lugus. Zdá se, že na pobřeží byla uctívána jiná skupina bohů než ve vnitrozemí. Doloženo je obřadní obětování zvířat a pravděpodobně i lidí.

## Dějiny

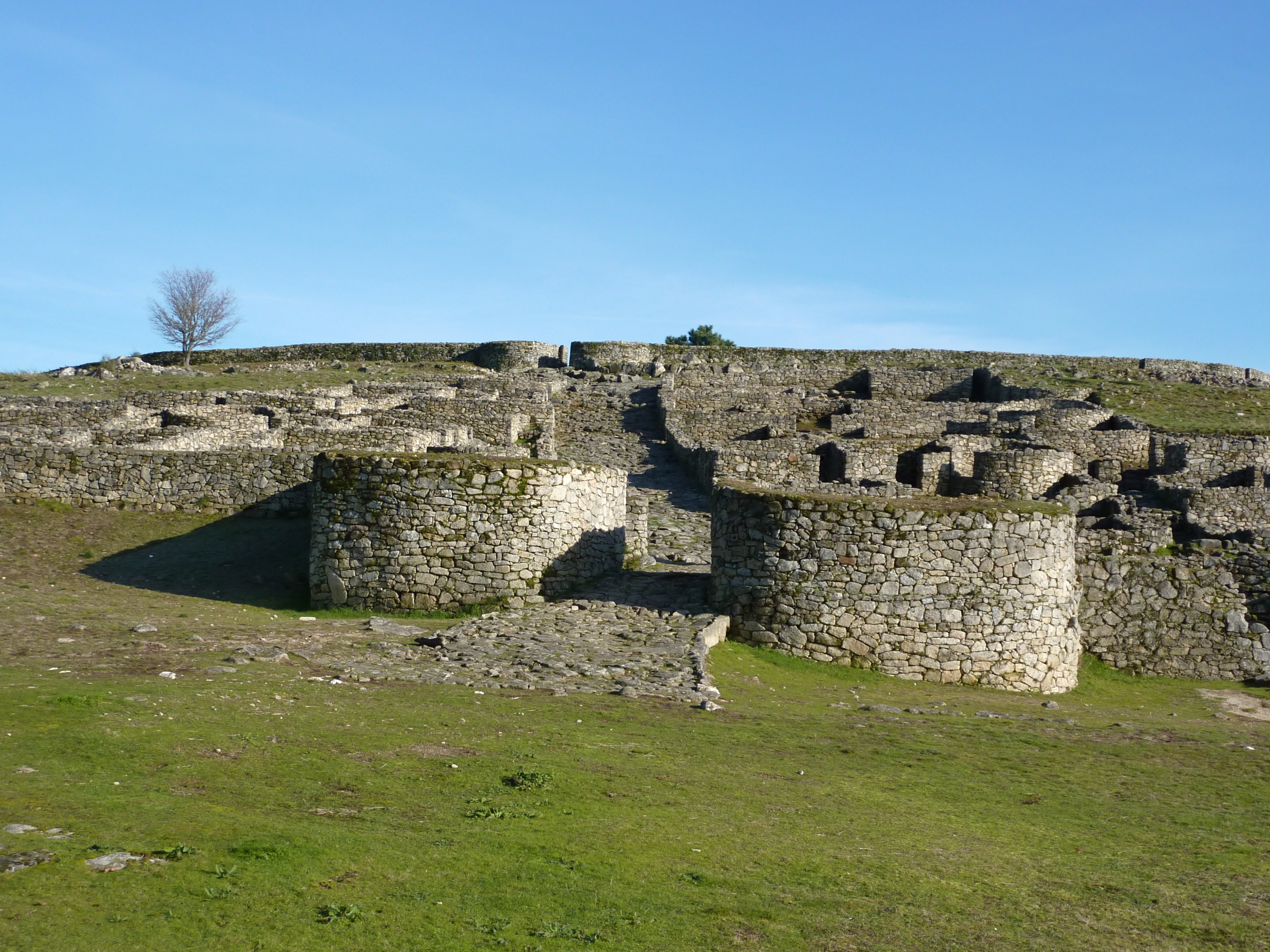
Pozůstatky vstupní brány v San Cibrao de Las

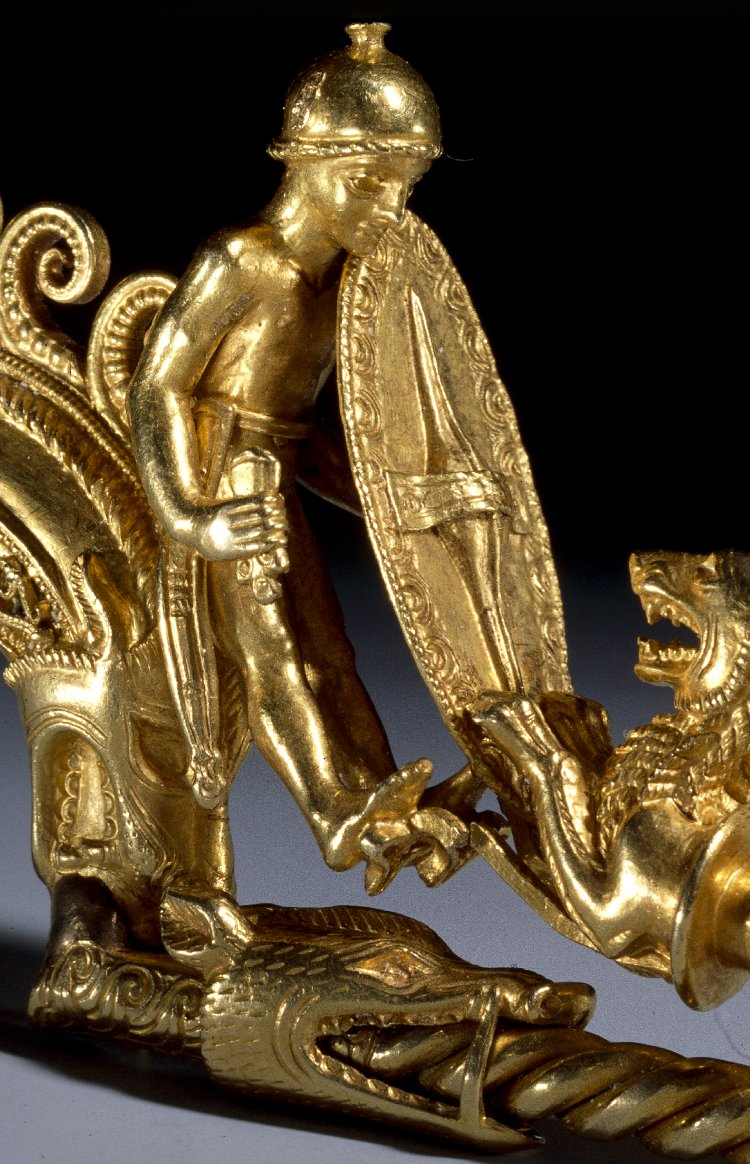
Ozdoba nalezená nedaleko Braganzy

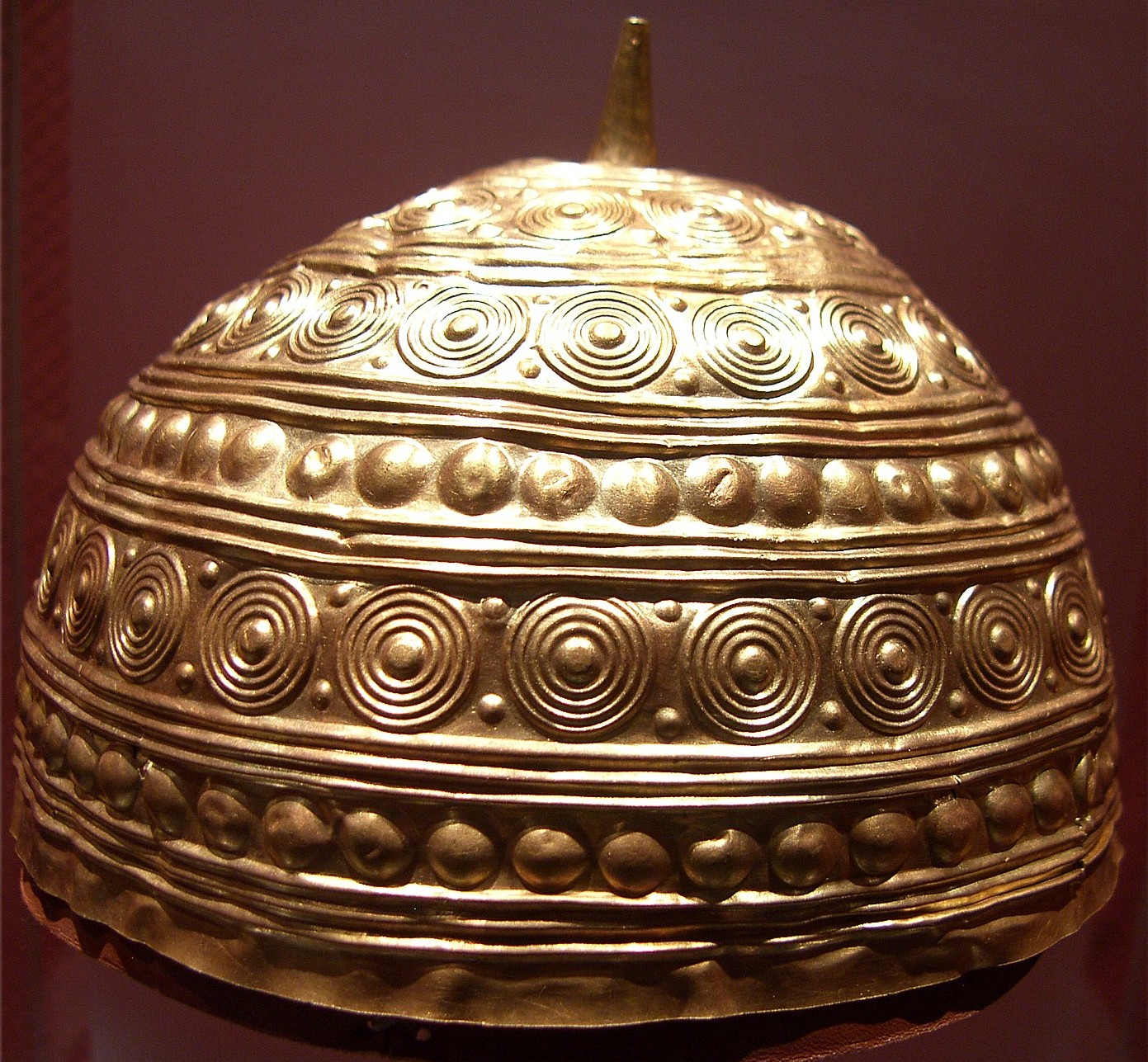
Zlatá helma nalezená u Leira

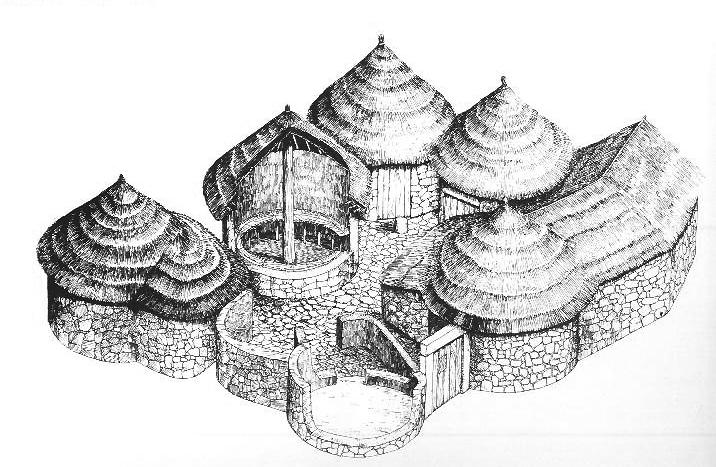
Možná podoba rodinného dvora

Historicky kultura navázala na to, co archeologové nazývají Atlantská doba bronzová, založená na rituální směně prestižních předmětů a otevřených sídlech. Kultura Castro se vyhranila vůči starší éře stavěním opevnění a propůjčením větší autority komunitě na úkor elit, což umožnilo péči o společné prostory a efektivnější obranu. 
Od počátku 6. století př. n. l. zažila kultura expanzi: byly založeny stovky nových pevností na kopcích, zatímco některá starší malá sídla byla opuštěna. Nové osady byly založeny v blízkosti údolí a nejbohatších zemědělských ploch. Jsou chráněny několika obrannými liniemi, pravděpodobně postavenými nejen kvůli obranné funkci, ale také jako prvek poskytující společnosti prestiž. Pod některými zdmi byly nalezeny lidské pozůstatky, což naznačuje užití koster předků (nebo obětí) k ochrannému rituálu. Ačkoli většina komunit tohoto období měla soběstačné izolované ekonomiky, jednou z důležitých změn byl návrat obchodu se Středomořím, konkrétně s Kartágem. Kartaginští obchodníci dováželi víno, sklo, keramiku a další zboží. Patrně ustoupily i původní rovnostářství a kolektivismus, nalezené množství kleští na extrakci vlasů, přívěsků, náušnic, torků, náramků a dalších osobních předmětů ukazuje na trvalou důležitost jedince a jeho fyzického vzhledu.
Od 2. století př. n. l., zvláště na jihu, se některá hradiště proměnila v poloměstská opevněná sídla, oppida. Jejich pozůstatky jsou místně známé jako cividades nebo citanes. Šlo o města s několika tisíci obyvateli. Některá z nich byla dokonce větší než města, která Řím založil o století později, například Bracara Augusta (Braga). Zde již nacházíme dlážděné ulice vybavené kanály pro odtok dešťové vody, nádrže s pitnou vodou a doklady městského plánování. Uprostřed těchto měst se nacházel často vyvýšený, obezděný, poměrně velký, málo urbanizovaný a patrně sakrální prostor nazývaný místními učenci akropole. Tato oppida byla obklopena soustřednými příkopy a kamennými zdmi, v Briteiros jich bylo až pět, někdy byly vyztuženy věžemi. Brány do těchto oppid byly monumentální a často byly vyzdobeny sochami válečníků. Obytné prostory byly uspořádány kolem vnitřního dlážděného dvora, někdy vybaveného fontánami, kanalizací a nádrží. Cividade de Bagunte v Portugalsku bylo jedním z největších měst, s rozlohou 50 hektarů. Města byla obklopena množstvím menších opevnění, z nichž některé mohly být obrannými výspami.
První setkání Říma s obyvateli castros a cividades bylo během punských válek, kdy Kartaginci najali místní žoldáky pro boj s Římem. Později se obyvatelstvo připojilo k Lusitánům bojujícím proti Římu. Výsledkem byla trestná výprava římského generála Decima Junia Bruta Callaica v roce 137 př. n. l. Další vpády Římanů vedl Marcus Perperna Veiento (73 př. n. l.), Julius Caesar (61 př. n. l.) a Augustus (29-19 př. n. l.). Po roce 19 př. n. l. je – díky nápisům, numismatickým nálezům apod. – evidentní podrobení místních Římu. Následně je patrný úpadek sídel kultury Castro, patrně provázený zvětšením role kmenů na úkor městských komunit. Strabón to popsal slovy: „Římané místní ponížili a většinu jejich měst zredukovali na pouhé vesnice“. Ve 2. století byla většina oppid opuštěna, jen několik málo zůstalo osídleno až do příchodu Svébů v 5. století.